# 白仁天
白仁天（1943年11月27日—），南韓旅日棒球選手，生於中華民國江蘇省無錫。1963年至1981年打日本職棒，主要守備位置是捕手和外野手，1982年返韓加入MBC青龍隊，以總教練兼球員身份創下4成12的打擊率，至今仍是韓國職棒的最高的紀錄。

## 累績成績
日本職棒
- 1969出賽 打數6579 得分801 安打1831 全壘打209  打點776 盜壘212 高飛犧牲打47 四死球379 三振471 打擊率.278
- 打擊王（1975年）、太平洋聯盟最佳九人獎（外野手 1975年）